# Швейер, Франц Ксавер
Франц Ксавер Шве́йер (нем. Franz Xaver Schweyer; 26 августа 1868, Оберцелль — 10 ноября 1935, Мюнхен) — немецкий юрист и политик, член Баварской народной партии, министр внутренних дел Баварии в 1921—1924 годах.

## Биография
Окончив гимназию св. Штефана в Аугсбурге, Швейер изучал общественные науки и юриспруденцию. В 1898 году Швейер поступил на государственную службу, работал советником в окружном управлении в Хасфурте, с 1903 года служил в министерстве образования, в 1909—1911 годах работал в окружной администрации Марктобердорфа, а с 1911 года состоял на службе в баварском министерстве внутренних дел в различных званиях. С 1919 года работал в имперском министерстве труда в Берлине.
В 1920—1921 годах Швейер получил должность статс-секретаря в министерстве внутренних дел Баварии. 21 сентября 1921 года Швейер был назначен министром внутренних дел в кабинете Гуго Граф фон Лерхенфельд-Кёферинга, затем входил в том же статусе в правительство Ойгена фон Книллинга. В 1922 году Швейер предложил лидерам баварских партий выдворить Гитлера из Баварии. Во время Пивного путча Швейер некоторое время был захвачен в плен Рудольфом Гессом. В своих речах в ландтаге Швейер жёстко критиковал как левые, так и правые радикальные политические течения в Баварии.
1 июля 1924 года Швейер был вынужден покинуть правительство, поскольку стал противником националистической партии НННП, входившей в коалицию с Баварской национальной партией. В отставке Швейер написал книгу «Политические тайные союзы», в которой подверг критике Гитлера и НСДАП. После прихода национал-социалистов к власти в Германии Швейер был арестован без решения суда и провёл в заключении несколько месяцев. После освобождения из заключения умер от последствий инсульта, пережитого в тюрьме.

## Сочинения
- Политические тайные союзы / Politische Geheimverbände, Herder Freiburg 1925.